# Поглазов, Борис Фёдорович
Борис Фёдорович Поглазов (1930—2001) — советский и российский биохимик, член-корреспондент РАН (1990), директор Института биохимии им. А. Н. Баха РАН (1988—2001), лауреат премии имени А. Н. Баха (1978).

## Биография
Родился 23 марта 1930 года в селе Верхоленск Иркутской области.
В 1954 году — окончил биолого-почвенный факультет МГУ, специальность «биохимия».
В 1977 году — переходит на работу в Институт биохимии имени А. Н. Баха, где возглавил лабораторию молекулярной организации биологических структур, а в 1988 году избирается директором этого института.
В 1990 году — избран членом-корреспондентом РАН.
Умер 15 января 2001 года в Москве. Похоронен на Троекуровском кладбище.

## Научная деятельность
После окончания МГУ проходил учёбу в аспирантуре Института биохимии имени А. Н. Баха АН СССР, где его работы, посвященные изучению процессов биологической подвижности, получили мировую известность.
Первооткрыватель основных сократительных белков — актин и миозин в немышечных тканях животных, в высших растениях и водорослях, на основании чего было высказано предположение о присутствии этих белков не только в мышцах, но и во всех эукариотических клетках. Эта весьма смелая и неординарная по тем временам гипотеза в дальнейшем получила самое широкое подтверждение и явилась основой для открытия цитоскелетных структур.
Вел исследования по искусственной реконструкции вирусных частиц (в Институте молекулярной биологии АН СССР, на кафедре биохимии биолого-почвенного факультета МГУ, а с 1967 года — в Межфакультетской проблемной научно-исследовательской лаборатории молекулярной биологии и биоорганической химии МГУ (сейчас это НИИ физико-химической биологии имени А. Н. Белозерского МГУ), где с 1973 года возглавлял отдел функциональной биохимии биополимеров.
В результате этих исследований была расшифрована молекулярная организация ряда компонентов частиц бактериофага и выявлен характер структурных перестроек, которые имеют место в процессе инъекции ДНК в бактериальную клетку. Полученные данные явились фундаментальным вкладом в теорию спонтанной самосборки надмолекулярных структур и легли в основу существующих представлений о механизме сборки элементарных биологических структур.
Под его руководством было защищено более 40 кандидатских диссертаций, а 5 его учеников защитили докторские диссертации.
Много лет проработал на посту главного редактора журнала «Прикладная биохимия и микробиология» (с 1993 года) и ежегодника «Успехи биологической химии». Под его руководством журнал «Прикладная биохимия и микробиология» с 1995 года начал синхронно издаваться на русском и английском языке в издательстве МАИК «Наука», что резко увеличило его популярность среди читателей.
Автор более 300 научных работ, в том числе 8 монографий, изданных как в нашей стране, так и за рубежом, в том числе:
- «Структура и функции сократительных белков» (1965)
- «Structure and Functions of Contractile Proteins» (1966)
- «Сборка биологических структур» (1970)
- «Morphogenesis of T-even Bacteriophages» (1973)
- «Миозин и биологическая подвижность» (1982, в соавторстве с Д. И. Левицким)
- «Немышечные двигательные системы» (1989, в соавторстве с С. А. Бурнашевой)

## Награды
- Премия имени А. Н. Баха (1978) — за монографии «Сборка биологических структур», «Закономерности сборки элементарных биологических структур» и «Morphogenesis of T-Even Bacteriophages»
- Орден Дружбы (1999)